# Кварцовий годинник

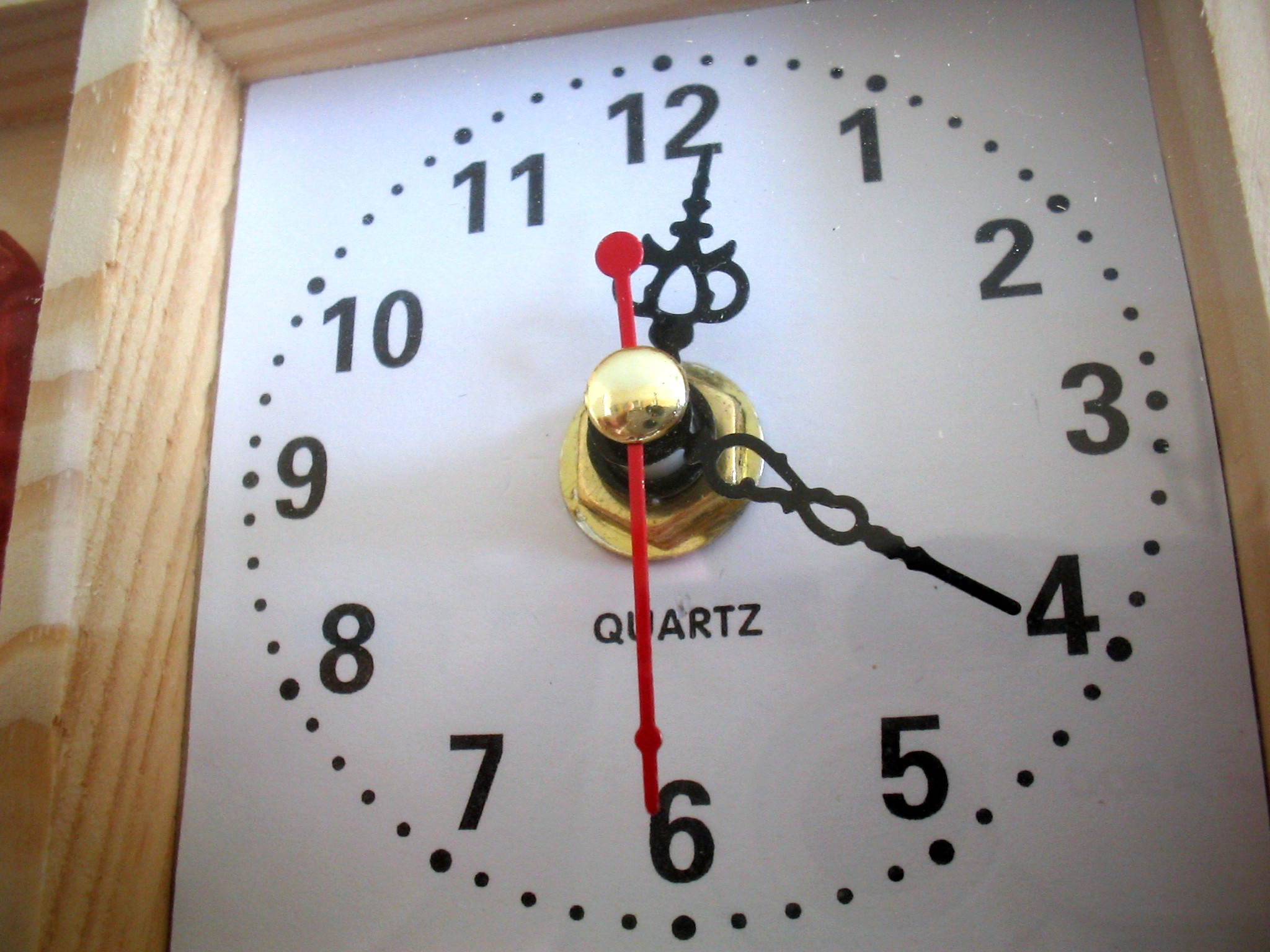
Кварцовий настінний годинник

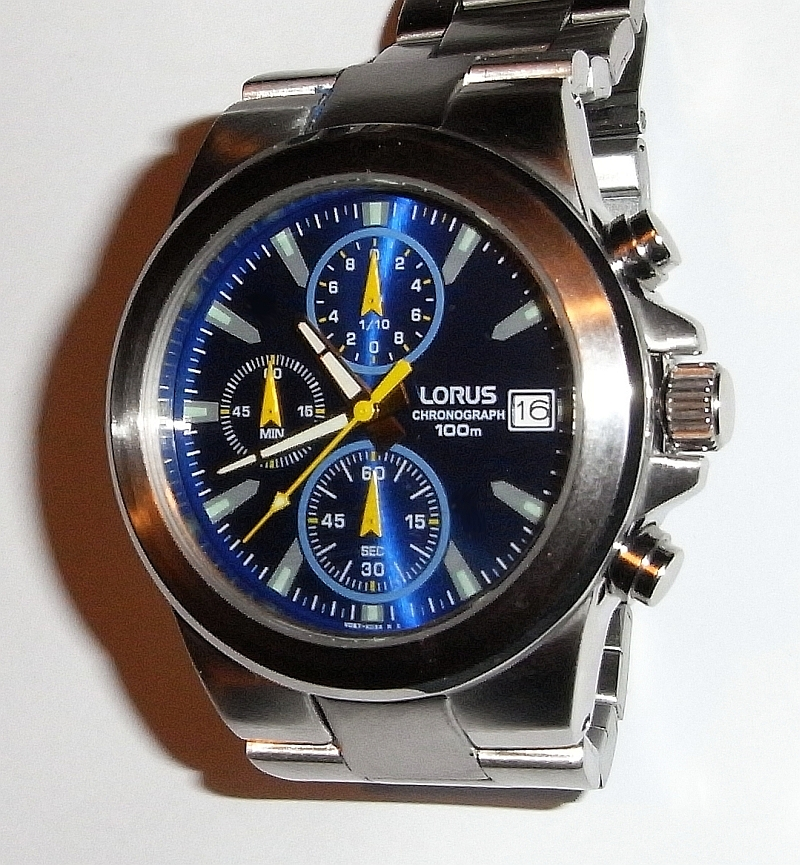
Наручний кварцовий годинник-хронограф

Кварцовий годинник (англ. Quartz clock) — годинник, що містить електронний кварцовий генератор, який регулюється кристалом кварцу. Цей кварцовий генератор створює сигнал з дуже точною частотою, тому кварцові годинники зазвичай на порядок точніші за механічні.
Перший кварцовий годинник був побудований у 1927 році Ворреном Маррісоном і Дж. В. Хортоном з Bell Telephone Laboratories. Перший наручний кварцовий годинник під назвою Astron був створений в 1969 році в японській компанії Seiko, на момент презентації його вартість дорівнювала вартості середнього автомобіля.
З 1980-х років, коли поява твердотільної електроніки дозволила зробити їх компактними і недорогими, кварцові хронометри стали найбільш широко використовуваною технологією хронометражу в світі, що використовується в більшості годинників, а також у комп’ютерах та інших приладах, які відображають час.

## Огляд
Хімічно кварц є специфічною формою сполуки, яка називається діоксидом кремнію. Багато матеріалів можна сформувати в пластини, які будуть резонувати. Однак кварц також є п’єзоелектричним матеріалом: тобто, коли кристал кварцу піддається механічним навантаженням, таким як вигин, він накопичує електричний заряд у деяких площинах. У зворотному ефекті, якщо заряди розмістити поперек кристалічної площини, кристали кварцу зігнуться. Оскільки кварц може бути безпосередньо керований електричним сигналом, для використання його в резонаторі не потрібно додаткового перетворювача. Подібні кристали використовуються в картриджах для фонографів низького класу: рух стилуса (голки) згинає кристал кварцу, який створює невелику напругу, яка посилюється і відтворюється через динаміки.
Кварц має ще одну перевагу в тому, що його розмір не сильно змінюється при коливаннях температури. Плавлений кварц часто використовується для лабораторного обладнання, яке не повинно змінювати форму разом з температурою. Резонансна частота кварцової пластини, виходячи з її розміру, не буде значно підвищуватися або падати. Так само, оскільки його резонатор не змінює форму, кварцовий годинник залишатиметься відносно точним при зміні температури.
На початку 20 століття радіоінженери шукали точне, стабільне джерело радіочастот і спочатку почали зі сталевих резонаторів. Однак, коли Уолтер Гайтон Кеді виявив, що кварц може резонувати з меншою кількістю обладнання та кращою температурною стабільністю, сталеві резонатори зникли протягом кількох років. Пізніше вчені з Національного інституту стандартів і технологій (тоді Національного бюро стандартів США) виявили, що кварцовий генератор може бути більш точним, ніж маятниковий годинник.